# Duramadre (album)
Duramadre è il primo album in studio della cantante italiana Eva Poles, pubblicato il 24 aprile 2012.

## Descrizione
L'album raccoglie musiche e testi originali dell'artista, a eccezione del brano Chainless, composto da Max Zanotti con il testo di Marta Innocenti. L'acronimo del brano L.I.U.S.S. significa "Lontano In Una Stanza Stretta".
L'album è stato registrato e mixato al GreenRiver Studio di Cavaria (VA) da Gionata Bettini, con Tancredi Barbuscia come assistente in studio. La masterizzazione è stata effettuata da Antonio Baglio presso il Nautilus Mastering Studio di Milano. La produzione è di Massimiliano Zanotti, che ne è anche chitarrista ed arrangiatore. I musicisti che hanno partecipato alla registrazione dell'album sono in parte componenti del gruppo musicale Deasonika.
La copertina dell'album è stata disegnata dall'artista stessa ed è composta da un tre fasce orizzontali e delle linee oblique a scrivere il nome Eva.
Il videoclip di Cadono nuvole, registrato interamente in una villa di Pavia, è stato diretto da Rino Stefano Tagliafierro, nel video compaiono come comparse, i musicisti dell'album.

## Tracce
1. MaleNero – 3:22
2. 6 – 3:27
3. Cadono nuvole – 3:55
4. Il Giocatore – 2:52
5. Temporale – 2:54
6. Chainless – 3:41
7. La Prima Scelta – 3:29
8. L.I.U.S.S. – 3:59
9. Il Nemico – 3:49
10. Regina Veleno – 3:14

Durata totale: 34:42

## Formazione
- Eva Poles - voce
- Massimiliano Zanotti - chitarra
- Stefano Facchi - batteria
- William Nicastro - basso
- Gionata Bettini - sintetizzatore